# Aleksandrówka (rejon oszmiański)
Aleksandrówka (biał. Аляксандраўка; ros. Александровка) − wieś na Białorusi, w obwodzie grodzieńskim, w rejonie oszmiańskim, w sielsowiecie Murowana Oszmianka.
Dawniej używana nazwa – Daukszyszki Małe.

## Historia
W czasach zaborów wieś w gminie Polany, w powiecie oszmiańskim, w guberni wileńskiej Imperium Rosyjskiego.
W latach 1921–1945 wieś leżała w Polsce, w województwie wileńskim, w powiecie oszmiańskim, w gminie Polany.
W 1931 wieś w 11 domach zamieszkiwały 73 osoby.
Wierni należeli do parafii rzymskokatolickiej w Murowanej Oszmiance. Miejscowość podlegała pod Sąd Grodzki w Oszmianie i Okręgowy w Wilnie; właściwy urząd pocztowy mieścił się w Murowanej Oszmiance.
Po II wojnie światowej w granicach Związku Sowieckiego. Od 1991 w niepodległej Białorusi.